# 京丹後市立野間小学校
京丹後市立野間小学校（きょうたんごしりつ のましょうがっこう）は、かつて京都府京丹後市弥栄町野中にあった公立小学校。
東側や北側には野間川（宇川）が流れており、隣接地には京丹後市野間基幹集落センターがあった。最終年度の2013年度（平成25年度）の児童数は4人であり、2014年（平成26年）3月31日に閉校となった。

## 教育

### 須川校と野中校
1873年（明治6年）頃の与謝郡野間村には、霰（あられ）の洞養寺と中津の延命寺に学校があり、それぞれ住職が教員の役割を務めていた。1874年（明治7年）8月には延命寺に教員として岩瀬達道が、1876年（明治9年）9月には洞養寺に教員として小山薫が赴任したが、この頃にはそれぞれの学校に約20人の児童が在籍していた。
1877年（明治10年）12月、洞養寺の学校は霰の久江八郎宅に移り、与謝郡第四番学区須川校と称した。1881年（明治14年）4月には須川校の校舎が新築されたが、1883年（明治16年）3月15日に焼失したため、再び洞養寺で授業が行われた。味土野にも須川校の分校が置かれている。1885年（明治18年）には野中に2棟の校舎が新築されて野中分教場と称した。1890年（明治23年）5月には須川に須川校の校舎が新築された。また、冬季には各集落に仮分教場が設置されている。

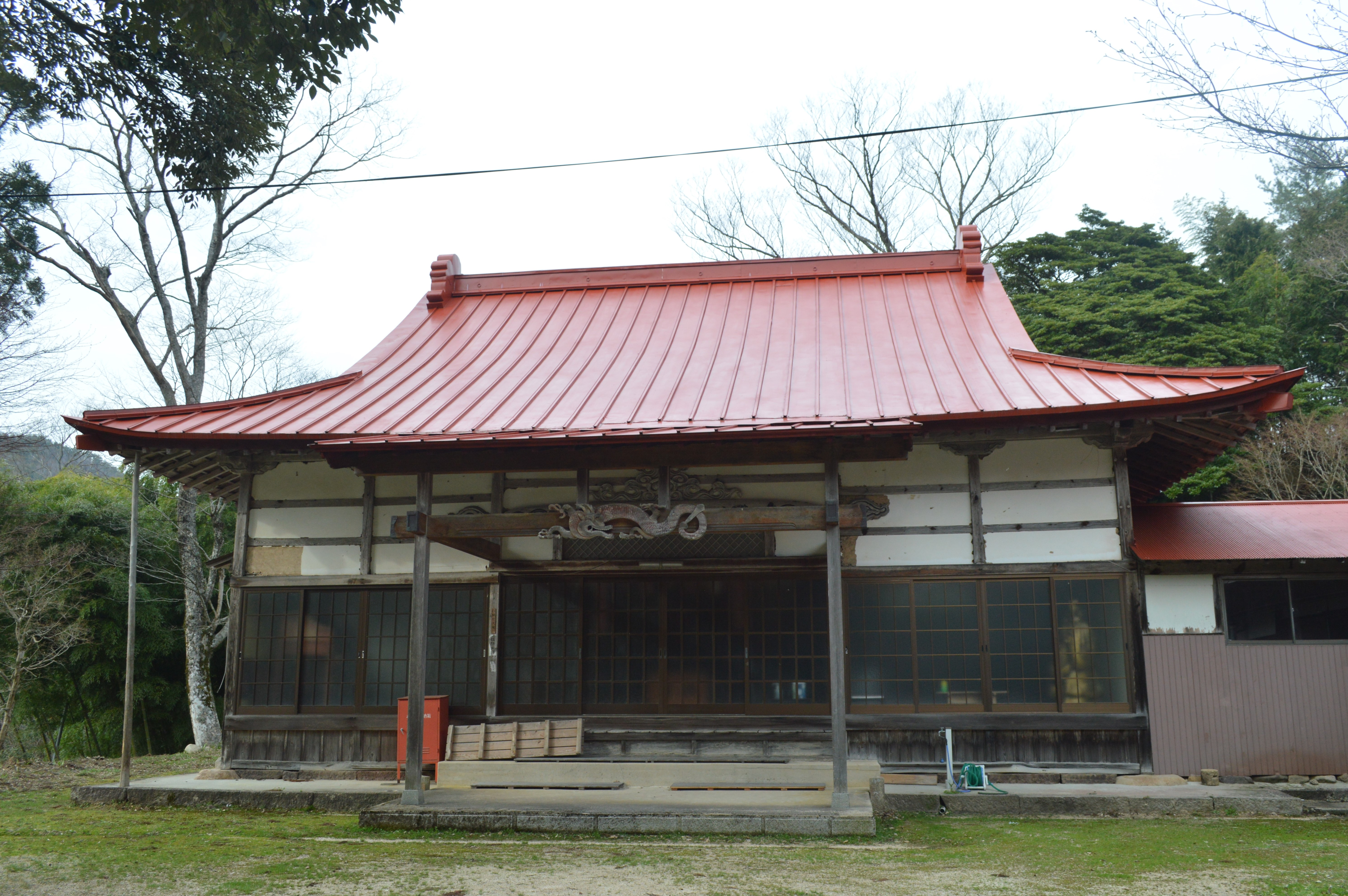
延命寺
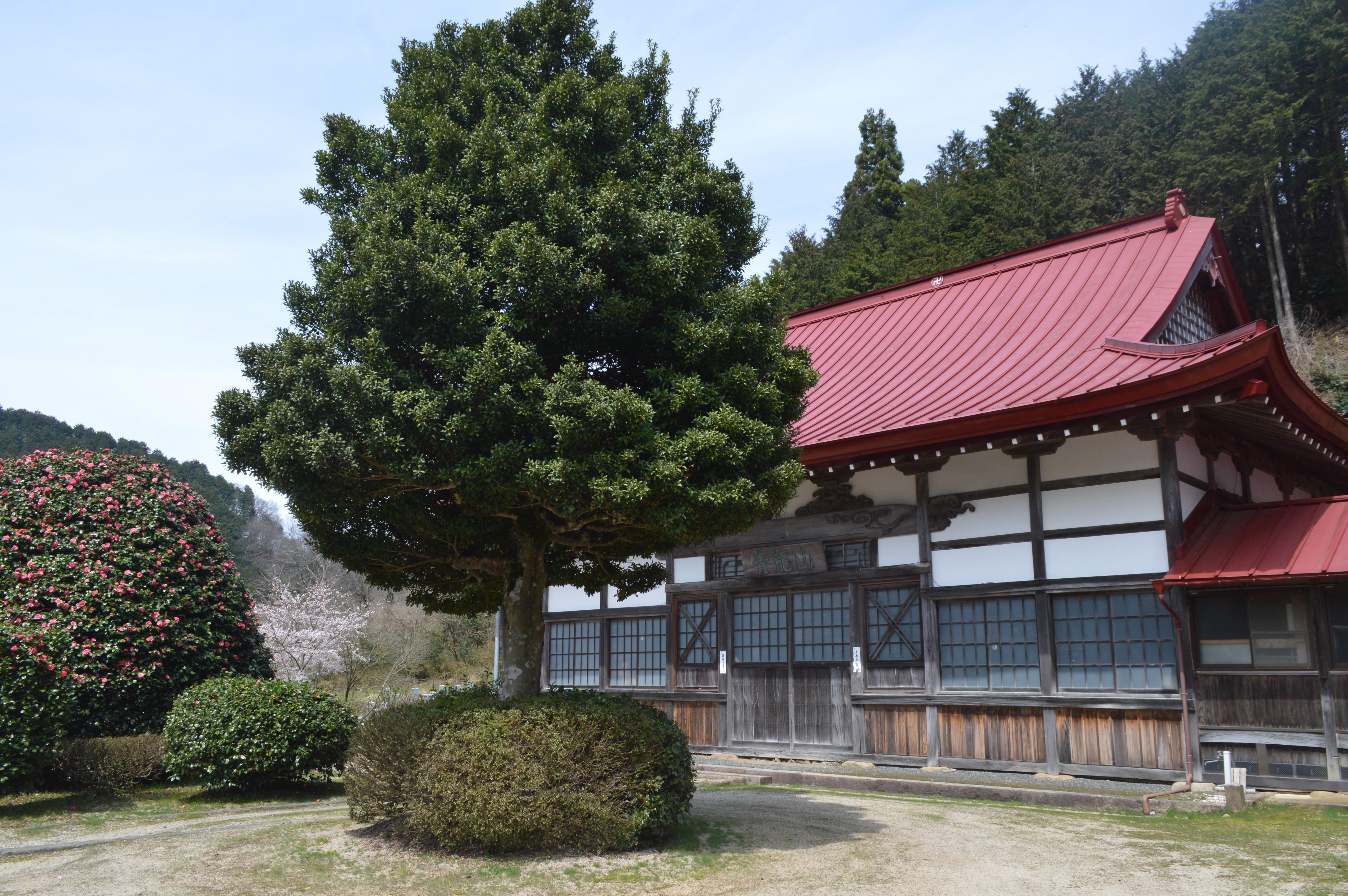
洞養寺

### 野間小学校

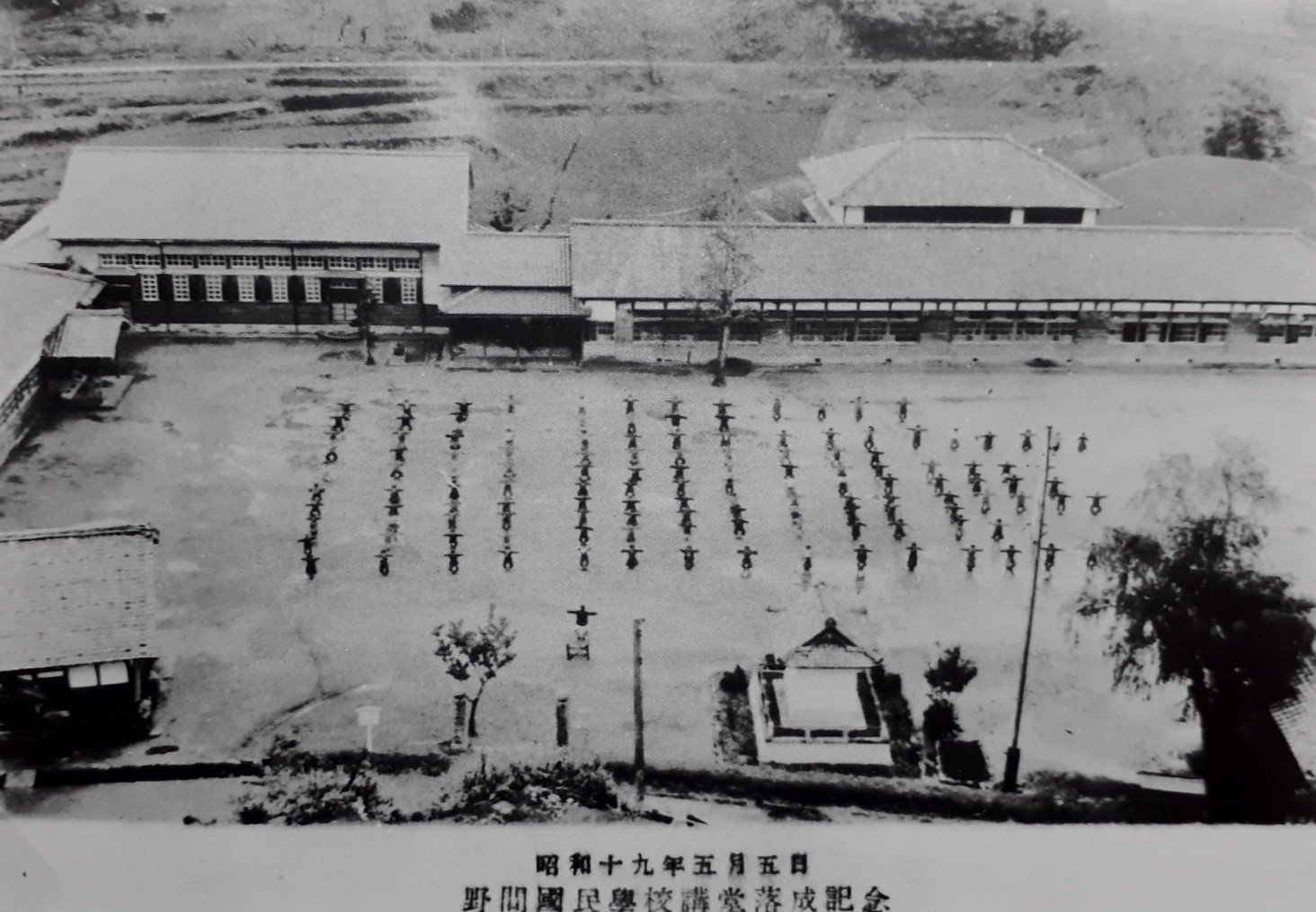
1944年の野間小学校

1907年（明治40年）4月には須川校と野中校が合併し、野中の現在地に高等科を併置した野間尋常高等小学校が開校、1908年（明治41年）3月に校舎が竣工した。味土野には3年以下の分教場が置かれている。戦時中の1941年（昭和16年）4月、国民学校令によって与謝郡野間村立野間国民学校に改称した。
戦後の1947年（昭和22年）4月、野間村立野間小学校に改称して野間村立野間中学校を併設した。1948年（昭和23年）4月1日には野間村の所属郡が変更されて竹野郡野間村となっている。1951年（昭和26年）時点では203人もの児童数を数えた。1955年（昭和30年）3月1日には野間村と弥栄村が合併して弥栄町が発足し、弥栄町立野間小学校に改称した。1960年（昭和35年）4月には野間小学校と野間中学校で給食施設が完備された。

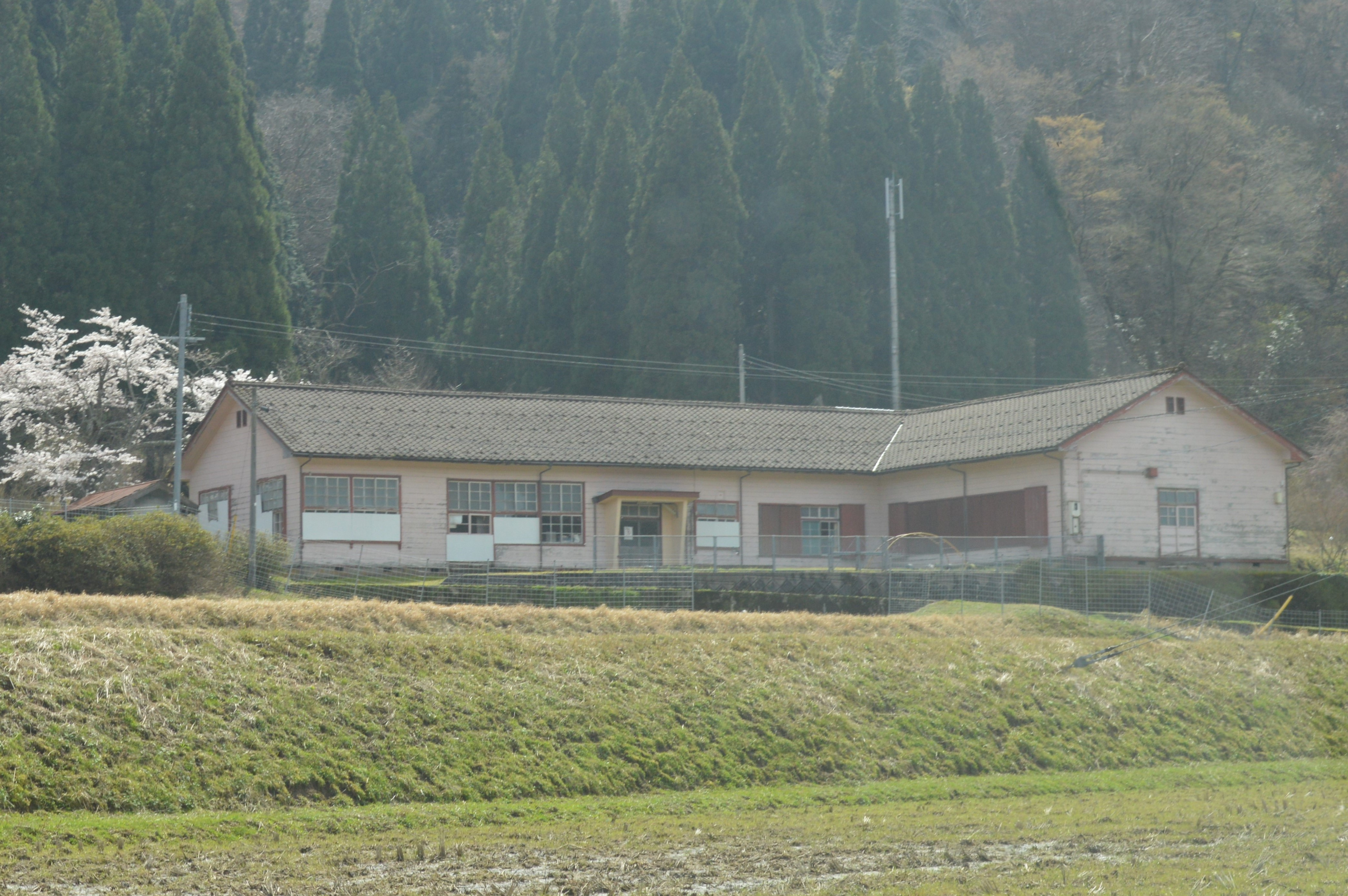
交流施設に転用された寄宿舎

1963年（昭和38年）10月、野中西村に野間小・中学校寄宿舎兼保育所が新築された。1969年（昭和44年）12月には鉄筋コンクリート造の新校舎が完成した。1971年（昭和46年）には野間小学校味土野分校が閉校となった。1979年（昭和54年）時点の児童数は38人にまで減少していた。
1978年（昭和53年）7月には体育館が完成し、1980年（昭和55年）3月にはプールが完成した。1983年（昭和58年）頃には冬季の寄宿舎が使用されなくなり、2003年（平成15年）には都市交流実践施設「もんやこ」に転用された。

### 閉校とその後
2004年（平成16年）4月1日、京丹後市が発足したことで京丹後市立野間小学校に改称した。2014年（平成26年）3月23日には閉校式が挙行され、児童や地元住民ら約150人が参加した。3月31日には野間小学校、京丹後市立溝谷小学校、京丹後市立鳥取小学校、京丹後市立黒部小学校の4校が閉校し、新たに開校した京丹後市立弥栄小学校に統合された。
2005年（平成17年）には京丹後文化のまちづくり実行委員会が結成され、閉校となった学校の校歌を継承する取り組みを行っている。2020年（令和2年）2月には丹後吹奏楽団の演奏で市内の児童合唱団が歌った野間小学校と大宮町立五十河小学校の校歌が、同年9月には網野町立網野小学校と網野町立磯小学校の校歌がCDに収録された。

## 児童数
| 1951年（昭和26年） | 203人 |
| 1979年（昭和54年） | 38人  |
| 1983年（昭和58年） | 24人  |
| 1993年（平成05年） | 13人  |
| 2003年（平成15年） | 14人  |
| 2013年（平成25年） | 4人   |